# Тарквинија
Тарквинија (итал. Tarquinia) град је у средишњој Италији. Тарквинија је трећи по величини град округа Рим у оквиру италијанске покрајине Лацио.
Тарквинија је позната по етрурском наслеђу, па је уврштен у светску баштину.

## Природне одлике
Град Тарквинија налази се у средишњем делу Италије, 100 км северозападно од Рима, седишта покрајине и државе. Град се налази у прибалној равници уз Тиренско море, удаљено 5-6 километара од града. Надморска висина града је око 130 m, а његово средиште је смештено на омањем брегу. Иза града се издиже побрђе средишње Италије.

## Становништво
Према резултатима пописа становништва 2011. у општини је живело 16.016 становника.
| 1931. | 1936. | 1951.  | 1961.  | 1971.  | 1981.  | 1991.  | 2001.  | 2011.  |
| ----- | ----- | ------ | ------ | ------ | ------ | ------ | ------ | ------ |
| 7.966 | 8.118 | 10.552 | 11.840 | 12.364 | 13.176 | 14.020 | 15.162 | 16.016 |

Тарквинија данас има око 16.000 становника, махом Италијана. Током протеклих деценија број становника у граду расте.

## Знаменитости
Град Тарквинија је светски чувен по по етрурским некрополама, чак 6000 њих. Од тога, 200 некропола је чувено по зидном сликарству и представљају сам врхунац етрурске уметности. У некрополома је пронађено и мноштво предмета везаних за живот древних Етрураца, који су похрањени у градксо музеју. Због тога је Тарквинија 2004. године уврштена у светску баштину.
Уз културолошки и археолошки туризам последњих година развија се приморски туризам, везан за приобална села у близини града.

## Партнерски градови
- Jaruco

## Галерија
- Панорама Тарквиније
- Етрурска посуда за уље из Тарквиније
- Етрурска уметност - Леопардова гробница
- Етрурска уметност - Торијска гробница